# Actinodaphne acutivena
Actinodaphne acutivena là loài thực vật có hoa trong họ Nguyệt quế. Loài này được (Hayata) Nakai miêu tả khoa học đầu tiên năm 1938.